# Iso Kotajärvi
Iso Kotajärvi eller Kotajärvi är en sjö i Finland. Den ligger i kommunen Kinnula i landskapet Mellersta Finland, i den centrala delen av landet, 300 km norr om huvudstaden Helsingfors. Iso Kotajärvi ligger 149 meter över havet. Den är 5,7 meter djup. Arean är 14,6 hektar och strandlinjen är 1,68 kilometer lång. Sjön  ingår i Kymmene älvs huvudavrinningsområde. 